# 재귀

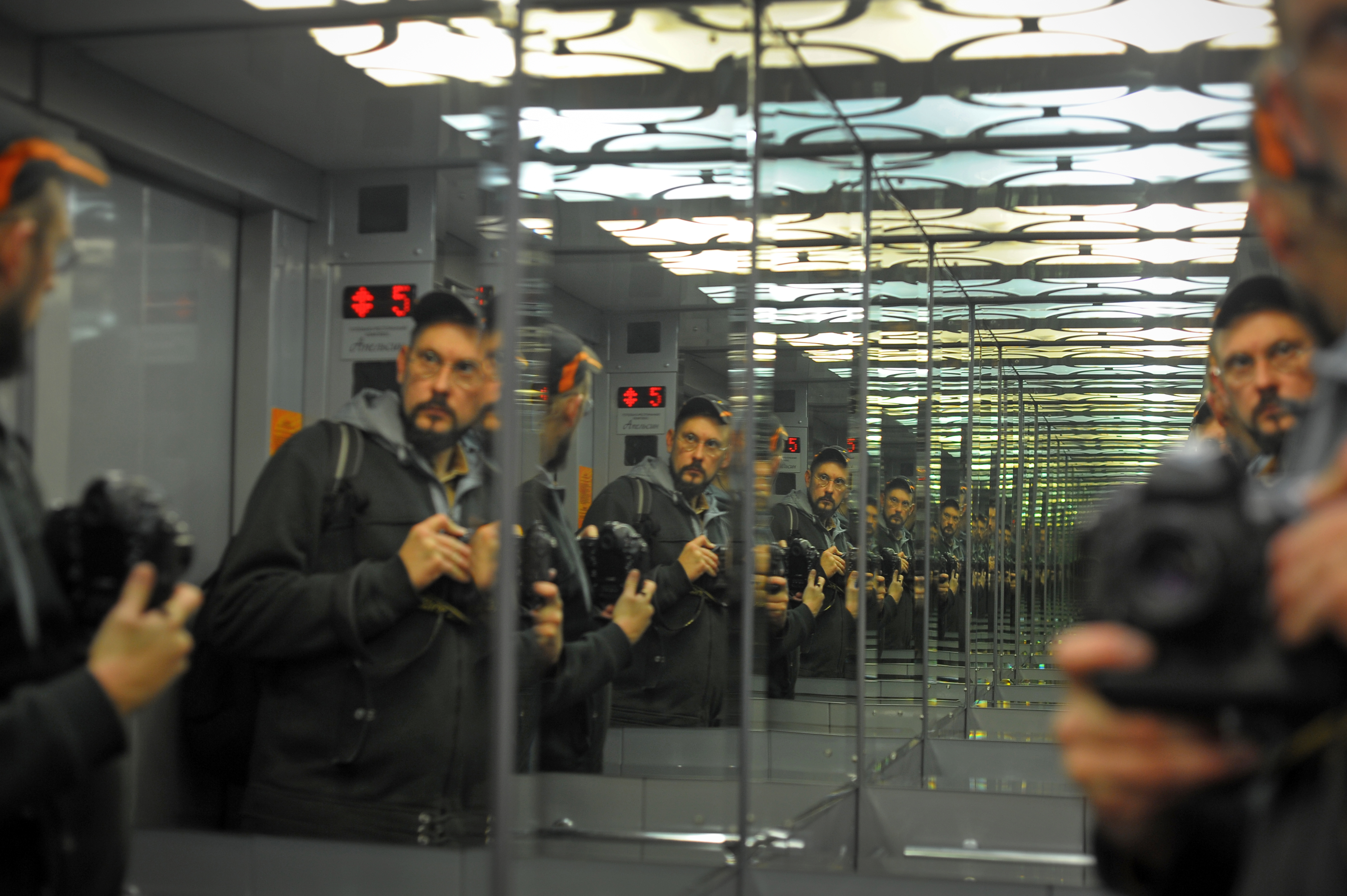

재귀(recursion)은 어떠한 것을 정의할 때 자기 자신을 참조하는 것을 뜻한다. 자기언급과도 관련된 재귀는 언어학에서 논리학에 이르기까지 다양한 분야에서 연구되는 주제로, 특히 컴퓨터 과학과 수학에서, 재귀는 함수가 자신의 정의에 의해 정의될 때의 개념을 가리킨다.

## 같이 보기
- 재귀 (컴퓨터 과학)
- 재귀 함수
- 점화식